# 喜多川拓郎
喜多川 拓郎（きたがわ たくろう、1949年12月12日 - ）は、日本の俳優、声優、ナレーター。東京都出身。フリー。本名・旧芸名は楠 正通（くすのき まさみち）。

## 人物
中央大学中退。東京演劇アンサンブル、空間演技、同人会、ぷろだくしょんバオバブを経て、1996年からシグマ・セブンに所属し、現在はフリー。私塾で若手の育成に当たる他、ボイスアクターズスタイル、ステイラック、SET声優科などで講師もしている。
声優、ナレーターとしての出演が多い他、朗読カフェを主宰、自身のホームページ上で宮沢賢治作品の朗読を公開するなど精力的に朗読活動を行っている。趣味・特技は囲碁、競馬など。

## 出演
太字はメインキャラクター。

### テレビドラマ
- 秋のドラマSP「南野陽子のおかしなおかしな大脱走」（1988年、TBS）

### 映画
- 天地明察（2012年、松竹）

### テレビアニメ
1980年
- ルパン三世 (TV第2シリーズ)
- あしたのジョー2（1980年 - 1981年）

1982年
- 魔法のプリンセス ミンキーモモ（ポリスB）

1983年
- キャッツ・アイ
- 特装機兵ドルバック（兵士、将校、隊長A、主任）
- 未来警察ウラシマン（警官A、ボナバルト、手下、係員）

1984年
- OKAWARI-BOY スターザンS（悪役ロボット1、警官、重役B）
- ガラスの仮面（男A）
- 銀河漂流バイファム（兵士、艦長、ギャラクレー、オペレーター）
- ふしぎなコアラブリンキー（船員B、カメラマン、アナウンサー、スポック 他）
- 牧場の少女カトリ（男、声、男B、馭者）
- 名探偵ホームズ（ポリーの父）
- よろしくメカドック（クルー）
- ルパン三世 PARTIII（1984年 - 1985年）

1985年
- 機動戦士Ζガンダム（チャン・ヤー、サーチン、艦長、議員、キャプテン）
- ダーティペア（タケカワ、運転手）
- ハイスクール!奇面組（1985年 - 1986年、節戸決、マネージャー、西南会造）
- へーい!ブンブー（農民、村人）

1986年
- 愛少女ポリアンナ物語（男、男B）
- 宇宙船サジタリウス（ボイド、トッピーの父親）
- サンゴ礁伝説 青い海のエルフィ（ジョー）
- 青春アニメ全集（馬場上等兵、弥助、立川、漁師、公使館員）
- ドリモグだァ!!（ナレーション）
- 忍者戦士飛影（代表B、兵士D 他）
- マシンロボ クロノスの大逆襲（ガルディ〈初代〉、プロトラック〈三代目〉、バイソン、96号、グローバイン、ゲルバー）
- めぞん一刻（小林 他）
- ロボタン

1987年
- アニメ三銃士
- ウルトラB（カラス、男、キャスター、捕方A、小説家）
- 機甲戦記ドラグナー（村人）
- 十五少年漂流記（ブラント）
- Bugってハニー
- マシンロボ ぶっちぎりバトルハッカーズ（カリアゲン）
- マンガ日本経済入門（結城の兄）
- ミスター味っ子（1987年 - 1988年、シェフ星野、係員B、仲田の父、味将軍グループ店員A、白虎）

1988年
- 新グリム名作劇場（鹿、農夫）
- トッポ・ジージョ（ストラウド、アーサー、支配人、アナウンサー、TVアナ、男A、部下ノッポ、医者、チェスカ、フランケン、パパ、隊長） - 2シリーズ
- 名門!第三野球部（檜あすか）
- ホワッツマイケル

1989年
- 機動警察パトレイバー（消防隊長）
- それいけ!アンパンマン（フランク）
- 魔動王グランゾート（シックハック）
- ミラクルジャイアンツ童夢くん（ケンジの父）

1990年
- アイドル天使ようこそようこ（灰色の狼）
- たいむとらぶるトンデケマン!（マスター）
- 魔神英雄伝ワタル2（ドクターモロQ）
- 勇者エクスカイザー（マネージャー）
- 私のあしながおじさん（牧師）

1991年
- 機甲警察メタルジャック（テロリスト、主任）
- トラップ一家物語（羊飼い、ラジオ局員）
- 太陽の勇者ファイバード（オヤジ、調査船船長）
- 横山光輝 三国志（1991年 - 1992年、徐庶元直）

1992年
- あしたへフリーキック（伍代毅彦）
- 風の中の少女 金髪のジェニー（ハーマン）
- スーパーヅガン（井出名人）
- スペースオズの冒険（レモーネ）
- ファンタジーアドベンチャー 長靴をはいた猫の冒険
- みかん絵日記

1993年
- 南国少年パプワくん（タンノの父、イトウのパパ）
- ムカムカパラダイス（1993年 - 1994年、葉三）
- 勇者特急マイトガイン（首相）

1994年
- コボちゃん（ヒロコの父）
- 七つの海のティコ（苫小牧）
- 覇王大系リューナイト（1994年 - 1995年、頭）
- ハックルベリー・フィン物語（ジョンの父親）
- 勇者警察ジェイデッカー（エドガー・ホプキンス）

1995年
- H2（大森）
- 恐竜冒険記ジュラトリッパー（アトス）
- バーチャファイター（アナウンサー）
- 爆れつハンター（ダニエル）

1996年
- 家なき子レミ（医師、老紳士）
- 天空のエスカフローネ（指揮官）
- 勇者指令ダグオン（バンダー星人）

1997年
- しましまとらのしまじろう（バタバタさん）
- 少女革命ウテナ（教頭先生）

1998年
- アキハバラ電脳組（東十条鴨之助、シゴーニュ・ラスパイユ）
- 快傑蒸気探偵団（謎の男）
- 銀河漂流バイファム13（フレッド）
- 剣風伝奇ベルセルク（司令官、隊長）
- TRIGUN（保安官）

1999年
- ベターマン（男）
- Bビーダマン爆外伝V（マホーボン）

2000年
- 週刊ストーリーランド　「出世食堂」（井上安男）

2001年
- ゴーゴー五つ子ら・ん・ど（ナレーター）

2002年
- YOU'RE UNDER ARREST 〜逮捕しちゃうぞ〜（マフィア）

2003年
- 魔法遣いに大切なこと（時計屋）

2004年
- GANTZ（古田義一）
- KURAU Phantom Memory（キャラグイン）
- みさきクロニクル〜ダイバージェンス・イヴ〜（うどん屋店長、上官）
- モンキーターン（山口孝志） - 2シリーズ

2006年
- ロックマンエグゼBEAST+（教授）

2008年
- ソウルイーター（フィッシャーキング）
- 秘密 〜The Revelation〜（マイケル・ジーン捜査官）
- ONE OUTS -ワンナウツ-（天堂哲治）

2009年
- 蒼天航路（公孫瓚）

2012年
- Another（榊原陽介）

### 劇場アニメ
1984年
- 超人ロック（艦長）

1985年
- ルパン三世 バビロンの黄金伝説（配達員）

1991年
- 機動戦士ガンダムF91（連邦士官）
- とべ!くじらのピーク
- 老人Z（職員B）

1995年
- MEMORIES「大砲の街」（駅アナウンス）

1999年
- アキハバラ電脳組 2011年の夏休み（東十条鴨之）
- め組の大吾 火事場のバカヤロー（お父さん）

2005年
- 劇場版xxxHOLiC 真夏ノ夜ノ夢

2007年
- ストレンヂア 無皇刃譚（淵野辺）

### OVA
1984年
- 銀河漂流バイファム 集まった13人（ギャラクレー）

1985年
- ラブ・ポジション ハレー伝説（少年の父）

1986年
- 戦え!超ロボット生命体トランスフォーマー スクランブルシティ発動編
- メガゾーン23 PARTII 秘密く・だ・さ・い（ウッズマン）

1987年
- デジタル・デビル物語 女神転生（飯田教諭）

1988年
- エースをねらえ!2（記者）

1989年
- エースをねらえ!ファイナルステージ（佐山亮二）
- 左のオクロック!!（巡査）

1990年
- 機動戦士SDガンダム外伝III アルガス騎士団（闘士ドライセン、修行僧ジムキャノン）
- しあわせのかたち（山本、UFO、ももれおん）
- レモンエンジェル（先生）

1991年
- いしいひさいちの大政界（室長代理代行）
- ドラゴンナイト（グリーンドラゴン）
- 迷走王ボーダー 社会復帰編（細木）

1992年
- 世界の光 親鸞聖人（堂僧、左大臣、権助）
- 天地無用!魎皇鬼（野辺山）

1993年
- アイドル防衛隊ハミングバード（キャスター）

1994年
- なつきクライシス（担任）

1998年
- 火聖旅団 ダナサイト999.9
- luv wave（ブルックス、ナレーション）

2000年
- 銀河英雄伝説外伝 螺旋迷宮（グラント）

2010年
- BLACK LAGOON Roberta's Blood Trail（レヴンクロフト）

### ゲーム
1991年
- エフェラ アンド ジリオラ ジ・エンブレム フロム ダークネス（バローシュ、酒場の店主）

1994年
- 天地無用!魎皇鬼（野辺山）

1997年
- クーロンズゲート（携帯電話の男）
- My Dream 〜On Airが待てなくて〜

1999年
- エースコンバット3 エレクトロスフィア（ニューコム通信員）

2002年
- スタートレック：ザ・フォールン（連邦クルー）

2005年
- 必殺裏稼業（ナレーション）
- ポンコツ浪漫大活劇バンピートロット（デルセン）

2006年
- 絶体絶命都市2 -凍てついた記憶たち-（田辺知事）

2008年
- 機動戦士ガンダム ギレンの野望 アクシズの脅威（チャン・ヤー）

2009年
- 機動戦士ガンダム ギレンの野望 アクシズの脅威V（チャン・ヤー）

2015年
- 三国戦紀WEB（董卓）
- LINEレヴァナントゲート

2016年
- イカロスオンライン ICARUS ONLINE
- 龍が如く6 命の詩。

2018年
- JUDGE EYES:死神の遺言
- D×2 真・女神転生 リベレーション

2020年
- 龍が如く7 光と闇の行方

2024年
- 龍が如く8

2025年
- 龍が如く8外伝 Pirates in Hawaii

### ドラマCD
- Weiß kreuz Dramatic Collection III Kaleidoscope Memory（山岡）
- 鬼の風水（伊集院雪之介）
- 大人と子供の境界線（父）
- 学園祭はスキャンダル（深森侑平）
- カ・ビネ・サガ レトルトI 〜レガートの章〜（レナント伯爵）
- 豪華客船で恋は始まる2（オルソン）
- 斎姫異聞シリーズ（安倍晴明）
- しあわせにできるシリーズ（安藤常務）
- スレイヴァーズ・ラヴァ（倉橋元専務）
- MOMO・CAN〜桃缶（裕人の父）
- 若!!（緋ノ山親分）

### カセットドラマ
- 機動戦士ガンダム 逆襲のシャア ベルトーチカ・チルドレン（アデナウアー・パラヤ）
- トランスフォーマー VSYセット 付属カセットドラマ 「グリムロックVSサウンドウェーブ」（グリムロック）

### ラジオドラマ
- FMサルース 契約結婚
- 天地無用!ラジオ幕ノ内弁当 中華風（総統）

### オーディオドラマ
- BLEU SOLEIL ブルーソレイユ 蒼い太陽（パトリック神父、ナレーション）

### 吹き替え

#### 映画
- 愛がこわれるとき ※テレビ朝日版
- 愛人 もうひとりのわたし（キム・ジノ〈キム・ミョンス〉）
- アイリスへの手紙（主任）
- 赤ちゃんに乾杯! ※フジテレビ版
- アザー・ピープルズ・マネー
- アステロイド/最終衝撃 ※ソフト版
- アナザーワールド鏡の国のアリス（新聞服の男〈ジャスパー・ホルムス〉）※NHK-BS2版
- あなたに恋のリフレイン（サミー〈フィッシャー・スティーヴンス〉）
- アポロ13（テッド〈ジェームズ・リッツ〉）※ソフト版
- アメリカン・プレジデント（レオン・コダック世論調査官〈デヴィッド・ペイマー〉）
- ALI アリ
- イースタン・コンドル（シ・トジュン〈チャールス・チン〉）
- 愛しのロクサーヌ（ロールストン〈スティーブ・ミットルマン〉）
- 噂のテディ・ロビン/美女・美女スパイにご用心!（フジサン2号〈ジャン・ラム〉）
- 運命の女（ボブ・ゲイロード）※ソフト版
- エアポート'03
- エアポート'77/バミューダからの脱出（トミー・ノリス大尉）※テレビ朝日版
- エイリアン・スナッチャーズ（リー〈アダム・ボールドウィン〉）
- エイリアン2（ダニエル・スパンクマイヤー〈ダニエル・カッシュ〉）※TBS版
- エクスタミネーター（ニュースキャスター〈ロジャー・グリムズビー〉）※テレビ東京版
- X-メン（ローグの父親〈ジョン・ネルズ〉）※テレビ朝日版
- オレはギャング ガーディニア（パスケル）
- ガーディアン ハンニバル戦記（ファビウス・マクシムス〈ベン・クロス〉）
- カーマ・スートラ 悦楽の香り（ガルシャン〈ラジブ・チャンドラセクハー〉）
- カリブの嵐（伍長）※フジテレビ版
- カンフーキッド/好小子（ギャング1）
- キスへのプレリュード（トム〈ロッキー・キャロル〉）※機内上映版
- キングの報酬（フィリップ・アーロンズ）
- クール・ドライ・プレイス（フランキー〈ニコラス・キャンベル〉）
- クイズ・ショウ（舞台監督〈ウィリアム・フィクナー〉、経理人〈グリフィン・ダン〉）
- 空中激突!ヒーロー・ボンバー危機一髪（クレイン〈カート・ウッドラフ〉）
- クリープショー（マイク、ゴミ収集の男）
- クリープショー2/怨霊（ランディ）
- 刑事ジョー ママにお手あげ ※フジテレビ版
- 激戦 A True Mob Story（ボス〈マイケル・チャン〉）
- ゴーストライター（ポール・エメット〈トム・ウィルキンソン〉）
- コマンドー（警備員）※TBS版
- コレクター（ヘンリー・カスティーヨ〈ジェレミー・ピヴェン〉）※ソフト版
- コロンブス（ゴンザロ）
- THE THING 未確認生命体U.M.A.（ジェンセン〈リチャード・ハッチ〉）
- ザ・クラッカー/真夜中のアウトロー（中華料理店のウェイター〈マイケル・ポール・チャン〉）
- ザ・サイレンサー MAGNUM357（ラインハート刑事〈ジャン＝マイケル・ヴィンセント〉）
- 殺人魚フライングキラー（ルー）※テレビ朝日版
- ザ・ハリケーン ※ソフト版
- ザ・ミッション 非情の掟（ロイ〈フランシス・ン〉）
- シー・デビル（ラリー〈ジャック・ギルピン〉）※ソフト版
- ジェット・ローラー・コースター ※日本テレビ版
- 七福星（プレイボーイ〈ミウ・キウワイ〉）
- ジャッカル（マクマーフィ〈リチャード・ラインバック〉）※日本テレビ版
- シャドー・ウォリアーズII 地獄の化学兵器（ベリンジャー）
- シャロン・ストーン in シークレット・スパイ（ランドルフ・コーフィールド〈ジョス・アクランド〉）
- ショーシャンクの空に（ヘイウッド〈ウィリアム・サドラー〉）※TBS版
- 少林寺三十六房（拳房住持〈ユエン・シャオティエン〉）
- ジョニー・ハンサム（アール〈ジェフ・ミーク〉）
- 新キョンシーズ（間男）
- スカーフェイス（チチ）※テレビ朝日版
- スター・ウォーズ エピソード5/帝国の逆襲（ローマス・"ロック"・ナヴァンダー〈バーネル・タッカー〉、2-1B）※日本テレビ版
- スターリングラード ※日本テレビ版
- ストリートファイター ※ソフト版
- ストローカーエース（ビル・ダラー）
- スプラッシュ（ジェリー〈ボビー・ディ・シッコ〉）※フジテレビ版
- スペースキャット（ダフィ軍曹）
- スペースバンパイア ※テレビ朝日新録版
- スマート・ハウス（ニック〈ケヴィン・キルナー〉）
- スモール・ソルジャーズ（リンク・スタティック〈ブルース・ダーン〉）※DVD版
- スリーピング・モンキー/睡拳（バナナ売り）
- スリー・リバーズ ※フジテレビ版
- 戦場（サザーランド将軍）
- ソード・ストライク（グレゴロビッチ艦長〈ビル・レイク〉）
- ターミナル（吉野家マネージャー〈ジム・イシダ〉）※ソフト版
- 第27囚人戦車隊（タイニー〈ジェイ・O・サンダース〉）
- ダイ・ハード（マルコ〈ロレンツォ・カッチャランツァ〉）※テレビ朝日版
- ダイ・ハード2（ノースイースト機コーパイ〈スティーヴ・パーシング〉）※フジテレビ版
- タイムコップ（南軍の兵隊）※テレビ朝日版
- 007/リビング・デイライツ（牛乳配達）※ANA機内上映版
- 弾痕の掟/あるテロリストの死（ジェラール）
- 血のバレンタイン（トミー〈ジム・マーチソン〉）
- チャイルド・プレイ（クリスウェル主任）
- 超能力学園Z（ロバート・ウォルコット〈グレッグ・ブラッドフォード〉）
- 2dogs/エルキュールとシャーロック（ミシェル）
- ツイン・ドラゴン（警部補〈デヴィッド・チャン〉、電話の男〈エリック・ツァン〉）※ソフト版
- 月のひつじ（コリンズ）
- デイライト（ウェラー〈ネスター・セラーノ〉）※ソフト版
- ティン・カップ（ジョニー・ミラー、ジム・ナンツ）※ソフト版
- デスゲーム（ドレイク）
- デューン/砂の惑星（管制官）※テレビ朝日版
- テラーピーク（ケヴィン・フレイザー）
- 同居人/背中の微かな笑い声（スチュアート〈ジョー・パントリアーノ〉）※ソフト版
- 逃走迷路（ケン・メイソン）※日本テレビ版
- ドラグネット 正義一直線
- ドラゴン特攻隊（パピヨン〈カオ・リンファン〉[20]）※日本テレビ版
- 捕らわれた唇（ルシアの父〈カラ・エレハルデ〉）
- トランスポーター（ジャーナリスト）※テレビ朝日旧録版
- トンネル（フレッド・フォン・クラウスニッツ〈フェリックス・アイトナー〉）
- 9デイズ（ティム）※ソフト版
- ナショナル・ランプーン/クリスマス・バケーション（トッド・チェスター〈ニコラス・ゲスト〉）
- ナチュラル・ボーン・キラーズ（オーウェン・トラフト〈アーリス・ハワード〉）
- ニューヨーク東8番街の奇跡 ※フジテレビ版
- バーチュオシティ（クライド・ライリー〈ケヴィン・J・オコナー〉）※ソフト版
- ハートブレイク・リッジ 勝利の戦場（リング中尉〈ボイド・ゲインズ〉）※TBS版
- ハーレム・ナイト（トニー〈デヴィッド・マルシアノ〉）※フジテレビ版
- パイレーツ・ムービー（サムエル）
- 爆裂都市（チョン管理官〈サイモン・ヤム〉）
- バックドラフト ※フジテレビ版
- バックラッシュ（マズモ〈パトリック・シャイ〉）
- バットマン リターンズ（新聞の売り子〈ショーン・ウェーレン〉）※ソフト版
- ビジター 征服（ウィリアム・キャシディ〈ジュリアン・リッチングス〉）
- ビッグムービー（デイヴ〈ジェイミー・ケネディ〉）
- ビバリーヒルズ・コップ2 ※テレビ朝日版
- ビバリー・ヒルビリーズ/じゃじゃ馬億万長者（ウッドロー・タイラー〈ロブ・シュナイダー〉）
- フィラデルフィア・エクスペリメント ※テレビ朝日版
- フェイク（リチャード）※ポニーキャニオン版
- フォレスト・ガンプ/一期一会（ブラック・パンサー）※ソフト版
- ブリッジ・オブ・スパイ（ベイツ弁護士〈ジョシュア・ハート〉、ニュースキャスター）
- ブルース・ブラザース2000（"ブルー・ルー"マリーニ、エリック・クラプトン）
- ブルベイカー（グレン・エルウッド〈コンラッド・シーハン〉）
- プレシディオの男たち（ミューラー軍曹）※ソフト版
- ブロードキャスト・ニュース（ボビー〈クリスチャン・クレメンソン〉、ジェラルド・グルニック）
- プロジェクト・イーグル
- ベルリンの熱い壁（チャピンスキー〈マイケル・J・シャノン〉）
- 暴走特急（ジム〈D・C・ダグラス〉）※ソフト版
- 炎のランナー（チャールズ・パドック〈デニス・クリストファー〉、ジミー〈パトリック・ドイル〉）※TBS版
- ポリスアカデミーシリーズ（ラーヴェル・ジョーンズ〈マイケル・ウィンスロー〉）
  - ポリスアカデミー3 全員再訓練!
  - ポリスアカデミー4 市民パトロール
  - ポリスアカデミー5 マイアミ特別勤務 ※TBS版
- ポリス・ストーリー3（チン隊長）
- マイアミ・ラプソディー（カルロス）
- マネー・トレイン（ライリー〈ジョー・グリファシ〉）※ソフト版
- 見ざる聞かざる目撃者（カスダ教授）
- ミスター・ココナッツ（ティモシー・フイ〈サイモン・ヤム〉）
- Mr.ヘルプマン（スタン・ブルーナー、マール・エグバーグ）
- ミッドウェイ ※日本テレビ版
- ミュータント・ニンジャ・タートルズ2 ※劇場公開版
- むく犬ディグビー（ライバート教授〈ヴィクター・スピネッティ〉）※VHS版
- ムッシュ・カステラの恋（フランク〈ジェラール・ランヴァン〉）
- 名犬ラッシー/ラッシーの“愛こそすべて”（ダン・ピーターソン〈レイ・ヘンフィル〉）
- 名犬ラッシー/ラッシーの大冒険（エリクソン）※VHS版
- メンフィス・ベル（ルーク〈テイト・ドノヴァン〉）※WOWOW版
- 猛獣大脱走（カール）
- 燃えよデブゴン7 鉄の復讐拳（ラム・サイコン〈ジャン・ジン〉）
- 目撃者（ドナルド・A・ハーツ）
- 黙秘（フランク・スタムショー保安官補〈ジョン・C・ライリー〉）※ソフト版
- モリー先生との火曜日
- 野獣教師（マット・ウルフソン〈クリフ・デ・ヤング〉）※フジテレビ版
- YAMAKASI（オルシニ警視）
- ヤング・ヒーロー/最前線ドイツ機甲軍総反撃（新兵）
- 夢を生きた男/ザ・ベーブ（ジョニーの父）※ソフト版
- 夜の大捜査線
- ラウンダーズ（マリナッチ判事、オズボーン〈デイヴィッド・ザヤス〉）
- ラスト・ショット（トロイ・ヘインズ〈エヴァン・ジョーンズ〉）
- ラスト・ヒーロー・イン・チャイナ 烈火風雲（知事）※VHS版
- ラブ・オブ・ザ・ゲーム（ガス・シンスキー〈ジョン・C・ライリー〉）※テレビ朝日版
- ランボー（クリント・モーガン〈パトリック・スタック〉）※TBS版
- ランボー/怒りの脱出 ※日本テレビ版
- リーサル・ウェポン4 ※テレビ朝日版
- リトル・インディアン（カミンズ少尉〈ロバート・パイン〉）
- 霊幻道士5 ベビーキョンシー対空飛ぶドラキュラ!
- レッド・ドラゴン/新・怒りの鉄拳（ハン〈ハン・インチェ〉）※TBS版
- レッド・バイオリン（オルスバーグ）
- ロジャー・ムーア/冒険野郎（ドゥーム）※TBS版
- ロスト・ストーリー（ジェフ・ゴールドブラム）
- ロストトレジャー 伝説の紅いルビー（メスナー刑事〈シュテファン・ユルゲンス〉）
- ロマンシング・アドベンチャー/キング・ソロモンの秘宝（ドイツ人パイロット）※テレビ東京版
- ロリータ（リガー牧師〈キース・レヴィン〉）
- ワーキング・ガール（ターケル〈ジェームズ・ラリー〉）※テレビ朝日版

#### ドラマ
- アガサ・クリスティーの蒼ざめた馬
- アボンリーへの道（男性客2）
- アリー my Love（スパイサー弁護士）
- ER緊急救命室
  - シーズン4（アダムス〈テイラー・ニコルズ〉）
  - シーズン5（クレイトン〈ジョン・ローゼンフェルト〉）
  - シーズン10（ジェレミー・ローソン〈ポール・ブラックソーン〉）
- インディ・ジョーンズ/若き日の大冒険
- S.O.F. シーズン2 #12（ジョン）、#13（スローン）
- X-ファイル
  - シーズン4 #19「凍結」
  - シーズン5 #3「アンユージュアル・サスペクツ」
- L.A.ロー 七人の弁護士（スチュアート・マーコイッツ〈マイケル・タッカー〉）
- 王女の男（キム・スンギュ〈ホ・ジョンギュ〉）
- おまかせアレックス シーズン2（エド・クロンダイク）
- 女刑事キャグニー&レイシー（ジョニー・ニューマン巡査〈ダン・ショー〉）
- 女弁護士ロージー・オニール（ヘアー先生〈ブライアン・マーキンソン〉、サントス）
- 恐竜家族
- 恋するマンハッタン シーズン2 #24
- こちらブルームーン探偵社（リチャード・アディスン〈チャールズ・ロケット〉）※シーズン3から
- ザ・ホワイトハウス（ロン・バターフィールド大統領主任護衛官〈マイケル・オニール〉）
- 三国志演義（許攸）
- CIA:ザ・エージェンシー（ジャクソン・ヘイズリー〈ウィル・パットン〉）※ソフト版
- CSI:マイアミ #4（ドレイク・ハミルトン〈ケヴィン・キルナー〉）
- シークエスト（ボウマン〈ティム・ケレハー〉）
- シャーロック・ホームズの冒険 四人の署名（召使い）
- 新アウターリミッツ（ノリス教授〈ブルース・ハーウッド〉）
- 新・刑事コロンボ 虚飾のオープニングナイト（鑑識員）
- 新・ヒッチコック劇場 シーズン2 #5（シルヴァー医師）
- スピン・シティ（ウェイン・シェリダン〈ジョン・ベッドフォード・ロイド〉）
- ターザンの大冒険（ジョン・ボーチラー、ジョン・ブルッカー）
- 第一容疑者4 消えた幼児（ホーカー刑事）
- タイムマシーンにお願い（実況）
- 探偵レミントン・スティール（マーフィー・マイケルズ〈ジェームズ・リード〉）
- チャームド 〜魔女3姉妹〜（カール）
- ディフェンダーズ 闘う弁護士（グリーン）
- デスパレートな妻たち シーズン5 #5（主治医〈マイク・ホールデン〉）
- ナイトライダー
  - シーズン2 #4 「危うしナイト2000!スクラップ地獄!脱出!空中ターボ噴射!!」（ジョン）
  - シーズン3 #1 「強敵!赤い殺人カー」（ターク）
  - シーズン4 #10「無法街!嵐のシカゴブルース!!」（ベレス）
- ハイテク武装車バイパー シーズン2（ロジャー・シアブルックス）
- パパにはヒ・ミ・ツ（アーティ）
- HAWAII FIVE-0（リック・サマーズ校長〈クリストファー・カズンズ〉）
- 美女と野獣（ジョー〈ジェイ・アコヴォーン〉）
- ヒューストン・ナイツ（エステバン・グチレス巡査部長〈エフレイン・フィゲロア〉）
- ファミリータイズ シーズン3 #6（ティム）
- フェーム/青春の旅立ち シーズン1 #15（ウォリー）
- ふたりは最高!ダーマ&グレッグ
  - シーズン3 #4（リチャード〈ハリー・S・マーフィ〉）
  - シーズン5 #2（ケヴィン・カドウェル〈テリー・ローズ〉）
- フルハウス（ブレット父）
- フレンズ（アラン〈ジェフリ・ローワー〉）
- プロビデンス（医師、消防士、スキップス・ニリンジャー）
- ベイウォッチ（サーフィン大会の司会）
- 冒険野郎マクガイバー
  - シーズン1 #2（ミン〈ジェームズ・サイトウ〉）、#18（ロジャース〈ロブ・ポールセン〉）
  - シーズン2 #15（ネルソン司令官）、#19（ラウル・パーラ中尉）
- ミステリー・グースバンプス #16（フィンリー先生）
- 名探偵モンク #7（市長）
- ヤングライダーズ（オーティス、ボイル）
- レース 第2章 冷酷な愛の復讐（ダリル〈ジェームズ・リード〉）
- ロズウェル - 星の恋人たち シーズン1〜3

#### アニメ
- ピーターパン（海賊パトリック）

1985年
- 戦え!超ロボット生命体トランスフォーマー（クリフ、リジェ、インフェルノ、ワーパス、グリムロック、アストロトレイン 他）

1986年
- 戦え!超ロボット生命体トランスフォーマー2010（グリムロック、ワーパス、アストロトレイン 他）
- 地上最強のエキスパートチーム G.I.ジョー（スノージョブ、クイックキック、バーベキュー、フランクス司令官）

1989年
- トランスフォーマー ザ・ムービー（クリフ、グリムロック、アストロトレイン、囚人）

1991年
- 西遊記 孫悟空対白骨婦人（手長猿）
- ティーンエイジ・ミュータント・ニンジャ・タートルズ (1987年のアニメ)（フィルチ 他）※東和ビデオ版

1993年
- 天国から来たわんちゃん

1995年
- 戦え!超ロボット生命体トランスフォーマー（グリムロック、アンドリュース博士）※未放映分

2016年
- ソング・オブ・ザ・シー 海のうた（シャナキー、ダン）

### 特撮
- 星獣戦隊ギンガマン（1998年、トルバドーの声）

### ナレーション
- NNNドキュメント
- MLBハイライト（NHK BS1）
- キシリッシュ WebCM
- 激生!スポーツTODAY（テレビ東京）
- 週刊 蒸気機関車C57を作る（デアゴスティーニ）
- ハイビジョン特集（NHKBSプレミアム）
- BS世界のドキュメンタリー（NHK BS1）
- ペット大集合!ポチたま（テレビ東京、2000年10月20日 - 2010年3月26日）
- 報道ステーション（テレビ朝日）
- ニュースJAPAN（フジテレビ）
- サイエンスチャンネル「夢みる未来世界 物語のなかの科学技術史」
- 世界最強の男 2014 予選・決勝（BS11）

### ボイスオーバー
- 奇跡体験!アンビリバボー（フジテレビ）
- CIA秘められた真実（BSプライムタイム）
- ハーバード白熱教室（NHKオンデマンド）
- BBC地球伝説（BS朝日）
- BS世界のドキュメンタリー（NHK BS1）
- フロム・ジ・アース/人類、月に立つ（NHK BS2） - ハリソン・ストームズ〈ジェームズ・レブホーン〉の声
- ドキュメント地球時間（NHK教育テレビ）
- 日立 世界・ふしぎ発見!「ハリウッド特集」（2013年、TBSテレビ） - クライド・クサツの声
- 地球ドラマチック（NHK教育テレビ）
  - 「ヴァスコ・ダ・ガマの冒険」（2003年）
  - 「失われた古代都市 ヒッタイトの謎の都 ハットゥシャ」（2006年）
  - 「世界最古の"コンピューター"〜宇宙を再現!古代ギリシャの技術」（2015年）
- 未来科学への招待（セス・ショスタック、ボブ・ラザー、フランク・クロース、リチャード・ヘインズの声）

### その他のコンテンツ
- 科学映画館 筑紫の磐井 -大和政権に挑戦した古代九州の雄-（許勢男人）
- トランスフォーマーテレフォン（グリムロック、ガーディアン〈初代〉、アストロトレイン）
- NHK新春お好み囲碁対局（きたろう、稲葉禄子らと出演、2007年）
- 東京ディズニーランド
  - ピーターパン空の旅（パトリック）